# Anna Radwan
Anna Radwan-Gancarczyk (ur. 25 kwietnia 1966 w Krakowie) – polska aktorka teatralna, filmowa i telewizyjna, doktor habilitowana w dziedzinie sztuk filmowych i teatralnych. Aktorka Narodowego Starego Teatru im. Heleny Modrzejewskiej w Krakowie. Nauczycielka akademicka Akademii Sztuk Teatralnych im. Stanisława Wyspiańskiego w Krakowie.

## Życiorys
W 1985 ukończyła Liceum Muzyczne w Krakowie w klasie skrzypiec. Rozpoczęła studia na Wydziale Wychowania Muzycznego Akademii Muzycznej w Krakowie (1985/1986), a następnie studiowała na Wydziale Aktorskim Państwowej Wyższej Szkoły Filmowej, Telewizyjnej i Teatralnej im. Leona Schillera w Łodzi (1987/1988), skąd przeniosła się do Państwowej Wyższej Szkoły Teatralnej im. Ludwika Solskiego w Krakowie i została absolwentką Wydziału Aktorskiego tej uczelni (1991). Jej spektaklem dyplomowym były Szkice z „Człowieka bez właściwości” Roberta Musila w reżyserii Krystiana Lupy (1990). 
Zadebiutowała jako aktorka teatralna w Starym Teatrze im. Heleny Modrzejewskiej w Krakowie rolą Dianny w Fantazym (1991) Juliusza Słowackiego w reżyserii Tadeusza Bradeckiego. Od listopada 1991 jest etatową aktorką tego teatru, w którym wykreowała już blisko 50 ról.
Zagrała m.in. kuzynkę Agatę u Krystiana Lupy, w spektaklu Malte albo Tryptyk marnotrawnego syna (1991) Rainera Marii Rilkego, Helenę w Śnie nocy letniej (1992) Williama Shakespeare’a i, również, Helenę w Wujaszku Wani (1993) Antoniego Czechowa w reżyserii Rudolfa Zioły, a także Juliettę w Markizie O. Heinricha von Kleista (1993) w reżyserii Krzysztofa Warlikowskiego, Celię w Jak wam się podoba (1993), Julię (1998) w Miarce za miarkę Williama Shakespeare’a w reżyserii Tadeusza Bradeckiego oraz Gizelę w Dwojgu na huśtawce (2000) Williama Gibsona u Zbigniewa Najmoły. Talent komediowy i zdolności wokalne zaprezentowała w Operze mleczanej (2003) Stanisława Radwana w reżyserii Mikołaja Grabowskiego. Za rolę Klytamnestry w spektaklu Ifigenia nowa tragedia (według wersji Racine’a), wyreżyserowanym przez Michała Zadarę, otrzymała w 2008 nagrodę na VII Festiwalu Prapremier w Bydgoszczy. Do najwyżej ocenianych kreacji Radwan należy także tytułowa, nasycona ironią i dystansem, rola w Płatonowie (2015) Antoniego Czechowa w reżyserii Konstantina Bogomołowa i niejednoznaczna, wyemancypowana Kazia w Pannach z Wilka (2019) Jarosława Iwaszkiewicza w reżyserii Agnieszki Glińskiej. Znaczące role w swojej teatralnej karierze stworzyła u Jana Klaty; zagrała m.in. Emily Hnatt w Trzech stygmatach Palmera Eldritcha (20060 Philipa K. Dicka, wyniosłą Atenę i zrozpaczoną Elektrę w Orestei (2007) Ajschylosa i Zosię w Weselu (2017) Stanisława Wyspiańskiego. Jest stałą aktorką w obsadzie krakowskich, wielokrotnie nagradzanych spektakli Moniki Strzępki według tekstów Pawła Demirskiego. Była Kobietą z Poznania / Margaret Thatcher w Bitwie warszawskiej 1920 (2013), Żoną / Pankracym w Nie-boskiej komedii. Wszystko powiem Bogu! (2014), Wróżką / Złym wilkiem 1 w Triumfie woli (2016) i Bóstwem Millenialsów w Roku z życia codziennego w Europie Środkowo-Wschodniej (2018).
W 2005 zagrała charyzmatyczną Felicję w Krumie Hanocha Levina w reżyserii Krzysztofa Warlikowskiego – spektaklu powstałym jako koprodukcja Narodowego Starego Teatru im. Heleny Modrzejewskiej w Krakowie i warszawskiego Teatru Rozmaitości. Także u Warlikowskiego, na scenie Nowego Teatru w Warszawie, zagrała w (A)pollonii (2009) i w Końcu (2010). Występowała gościnnie także w Teatrze Bagatela w Krakowie jako Natalia Pietrowna w Miesiącu na wsi (1998) Iwana Turgieniewa oraz Nastazja Filipowna, niedostępna femme fatale, w Idiocie (2002) Fiodora Dostojewskiego w Teatrze im. Juliusza Słowackiego w Krakowie; oba przedstawienia wyreżyserowała Barbara Sass.
Ma na koncie ponad 30 ról w Teatrze Telewizji. Zadebiutowała w nim w 1990 rolą Hrabiny w spektaklu Skarby i upiory, czyli hrabia opętany u Macieja Wojtyszki. Do jej ważniejszych kreacji w Teatrze Telewizji należą: role w przedstawieniu W stronę Klarysy (1993) Roberta Musila, wyreżyserowanym przez Krystiana Lupę, Liza w Dzieciach słońca (1993) Maksyma Gorkiego w reżyserii Andrzeja Domalika, Celimena w Mizantropie (1994) Moliera w reżyserii Krzysztofa Nazara, tytułowa rola w Heddzie Gabler (1995) Henrika Ibsena wyreżyserowanej przez Krystynę Jandę, Cudzoziemka w Śmierci w Tyflisie (1997) Władysława Lecha Terleckiego w reżyserii Macieja Dejczera, Wielebna Gloria Burton w Wielebnych (2001) Sławomira Mrożka u Kazimierza Kutza, Pani Stockmann we Wrogu ludu (2009) Henrika Ibsena w reżyserii Piotra Trzaskalskiego i Jana ze Skutków ubocznych (2013) Petra Zelenki w reżyserii Leszka Dawida, a za ostatnią z ról otrzymała w 2014 Grand Prix na Krajowym Festiwalu Teatru Polskiego Radia i Teatru Telewizji Polskiej Dwa Teatry w Sopocie.
W filmie fabularnym po raz pierwszy wystąpiła w 1993, grając Madzię w Strasznym śnie Dzidziusia Górkiewicza Kazimierza Kutza. Później zagrała m.in. w Spisie cudzołożnic u Jerzego Stuhra (1994) i w filmach Jerzego Antczaka: tytułową rolę (eterycznej Małgorzaty Gautier) w Damie kameliowej (1994) i Ludwikę, siostrę Fryderyka Chopina w obrazie Chopin. Pragnienie miłości (2002). Do jej najbardziej znaczących dokonań na dużym ekranie należy także rola psychoterapeutki Romy w komedii romantycznej Artura „Barona” Więcka Zakochany Anioł (2005), Elżbiety w Katyniu (2007) Andrzeja Wajdy, Eli, matki Janka, we Wszystko, co kocham (2009) Jacka Borcucha i despotycznej matki przełożonej w filmie W imieniu diabła (2011) Barbary Sass. Za rolę próbującej ocalić rozsypujący się świat i wartości Gerdy von Krauss w Kamerdynerze (2018) Filipa Bajona (2018) otrzymała nominację do Polskich Nagród Filmowych za główną rolę kobiecą.
Popularność zyskała również dzięki rolom serialowym. Zagrała śpiewaczkę Elżbietę Szyller w Sławie i chwale (1997), a następnie wystąpiła w serialach: Twarze i maski (2000), Na dobre i na złe (2002–2008) czy Egzamin z życia (2005−2006). Wystąpiła jako Edyta Zajdler w Glinie (2004), Joanna Sikora, żona Pawła, w Odwróconych (2007), Beata Wolska w Bez tajemnic (2011, 2013) i Elżbieta, szefowa Działu Przestępstw Gospodarczych CBŚ w Pakcie (2015).
Zaśpiewała na płycie Herbert – Przesłanie z muzyką Stanisława Radwana i tekstami Zbigniewa Herberta (1999), a także, w duecie z Grzegorzem Turnauem, wykonała piosenkę „Meblościanka” na albumie Wisława Szymborska (2011), z muzycznymi interpretacjami wierszy noblistki. Wystąpiła m.in. na Koncertach Galowych Przeglądów Piosenki Aktorskiej we Wrocławiu: Steruj krwią swoją do Oceanu Spokoju z piosenkami Marka Grechuty, w reżyserii Wojciecha Kościelniaka (2007), Z poważaniem – L. Cohen w reżyserii Andrzeja Domalika (2008) i Miłe panie i panowie bardzo mili. Piosenki Wojciecha Młynarskiego, koncercie wyreżyserowanym przez Agnieszkę Glińską (2018).
W 2019 zadebiutowała jako reżyserka, wystawiając w Akademii Sztuk Teatralnych w Krakowie spektakl dyplomowy WOOD, czyli… nieznośna lekkość mikrofonu, w wykonaniu studentów IV roku Wydziału Aktorskiego specjalności wokalno-aktorskiej.

## Życie prywatne
Jest córką dyrygenta Józefa Radwana i bratanicą kompozytora Stanisława Radwana.
W 1994 wyszła za aktora Romana Gancarczyka, z którym ma córkę Zofię. W lutym 2025 poinformowała, że 12 lat wcześniej rozstała się z mężem.

## Odznaczenia i nagrody
- Nagroda Fundacji Kultury Polskiej (1992)
- Złota Maska dla najpopularniejszej aktorki 2000 roku w Krakowie (2001)[11]
- Krakowska Nagroda Teatralna „Ludwik” w kategorii partnerska rola kobieca za rolę w spektaklu Historia prosta, czyli piosenki z Kabaretu Starszych Panów (2003)
- Wyróżnienie za rolę w spektaklu „Opera mleczana” w Narodowym Starym Teatrze im. Heleny Modrzejewskiej w Krakowie na IX Ogólnopolskim Konkursie na Wystawienie Polskiej Sztuki Współczesnej w Warszawie (2003)
- III miejsce w plebiscycie publiczności na najlepszą żeńską kreację aktorską – nagroda za rolę w przedstawieniu „Opera mleczana” z Narodowego Starego Teatru im. Heleny Modrzejewskiej w Krakowie na XLIII Rzeszowskich Spotkaniach Teatralnych (2004)
- Nagroda Aktorska za rolę Klytamnestry w spektaklu „Ifigenia. Nowa tragedia (według wersji Racine’a)” z Narodowego Starego Teatru im. Heleny Modrzejewskiej w Krakowie na VII Festiwalu Prapremier w Bydgoszczy (2008)
- Nominacja do Złotej Kaczki w kategorii Najlepsza Aktorka za film W imieniu diabła (2011)
- Wyróżnienie Aktorskie za rolę Kobiety z Poznania/ Margaret Thatcher w przedstawieniu „Bitwa warszawska 1920” Pawła Demirskiego w reżyserii Moniki Strzępki z Narodowego Starego Teatru im. Heleny Modrzejewskiej w Krakowie na 54. Kaliskich Spotkaniach Teatralnych (2014)
- Grand Prix za rolę Jany w spektaklu „Skutki uboczne” na Krajowym Festiwalu Teatru Polskiego Radia i Teatru TV Dwa Teatry w Sopocie (2014)
- Srebrny Medal „Zasłużony Kulturze Gloria Artis” (2015)[12]
- Nagroda Teatralna im. Stanisława Wyspiańskiego (2015)
- Nominacja do nagrody Złotego Szczeniaka, przyznawanej podczas Festiwalu Aktorstwa Filmowego im. Tadeusza Szymkowa za film Kamerdyner (2018)[13]
- Wyróżnienie Aktorskie za rolę w spektaklu „Rok z życia codziennego w Europie Środkowo-Wschodniej” Pawła Demirskiego w reżyserii Moniki Strzępki z Narodowego Starego Teatru im. Heleny Modrzejewskiej w Krakowie na 59. Kaliskich Spotkaniach Teatralnych (2019)
- Nominacja do Polskiej Nagrody Filmowej Orzeł 2019 w kategorii Najlepsza Główna Rola Kobieca za film Kamerdyner (2019)
- Studencka Nagroda Teatralna „Chodźże do Teatru”[14] w kategorii Najlepsza Aktorka (2019)
- Nagroda Elżbiety Czyżewskiej dla najlepszej aktorki na Festiwalu Filmów Polskich w Nowym Jorku za „porywającą rolę” w filmie Kamerdyner (2019)[15]
- Nagroda Specjalna za rolę, składającą się na „zbiorowy portret kobiecości”, w spektaklu Panny z Wilka z Narodowego Starego Teatru im. Heleny Modrzejewskiej w Krakowie na 60. Kaliskich Spotkaniach Teatralnych (2020)[16]
- Indywidualna Nagroda Aktorska za rolę Kazi w Pannach z Wilka z Narodowego Starego Teatru im. Heleny Modrzejewskiej w Krakowie na 45. Opolskich Konfrontacjach Teatralnych / „Klasyka Żywa” w Opolu (2021)[17]

## Filmografia
- 1990: Skarby i upiory, czyli hrabia opętany (spektakl telewizyjny) jako hrabianka
- 1993: Straszny sen Dzidziusia Górkiewicza jako Madzia, wnuczka Loli
- 1994: Spis cudzołożnic jako dr Maria Magdalena Zgółka
- 1995: Dama Kameliowa jako Małgorzata Gautier
- 1996: Gdzie jesteś, święty Mikołaju? jako mama Ani
- 1997: Sława i chwała jako śpiewaczka Elżbieta Szyller, siostra Edgara
- 2000: Twarze i maski jako Katarzyna Romańczuk
- 2000: Przeprowadzki jako Teresa Szczygieł
- 2002: Chopin. Pragnienie miłości jako Ludwika Chopin
- 2003: Polana pośród brzeziny jako obecna właścicielka mieszkania Rosenfeldów
- 2004: Glina jako Edyta Zajdler (odc. 7 i 8)
- 2004: Ono jako lekarka wykonująca EKG
- 2004: Piekło niebo jako Marchwińska, matka Marty
- 2005: Zakochany Anioł jako Roma
- 2005: Egzamin z życia jako Katarzyna Wierzyńska, matka Joanny
- 2005: Karol. Człowiek, który został papieżem jako Magda
- 2006–2010: My baby jako Joanna, siostra Urszuli
- 2007: Katyń jako Elżbieta, siostra Anny
- 2007: Odwróceni jako Joanna Sikora, żona Pawła
- 2008: Na dobre i na złe jako doktor Justyna Bachman (odc. 351)
- 2009: Wszystko, co kocham jako Ela, matka Janka
- 2009: Londyńczycy jako doktor Alicja Nowak (seria II, odc. 7, 8, 12)
- 2009: Generał jako Marcysia (odc. 2)
- 2009: Generał – zamach na Gibraltarze jako Marcysia Malesa
- 2009–2010: Barwy szczęścia jako Gabriela
- 2011: W imieniu diabła jako matka przełożona
- 2011, 2013: Bez tajemnic jako Beata Wolska, żona Andrzeja
- 2012: Żywie Biełaruś! jako matka Viery
- 2012: Prawo Agaty jako sędzia Apatowska (odc. 24)
- 2012: Paradoks jako Zdzisława Bilewska (odc. 11)
- 2012: Hotel 52 jako Grażyna, córka Mariana (odc. 76)
- 2013: Głęboka woda jako Anna, siostra Leona (sezon II, odc. 4)
- 2013: Lekarze jako Janina Zduniak (odc. 27)
- 2014: Karolina jako dyrektor szkoły i mama Karoliny
- 2015: Pakt jako Elżbieta, szefowa Wydziału Przestępstw Gospodarczych CBŚ
- 2017: Reakcja łańcuchowa jako matka Adama
- 2017: Fanatyk jako Wioletta Gałecka, żona Andrzeja
- 2018: Kamerdyner jako Gerda von Krauss
- 2020: Kod genetyczny jako Maria Gradoń
- 2021: Pajęczyna jako Teresa Titko
- 2022: Marzec ’68 jako matka Hanny